# Nexhmedin Zajmi
Nexhmedin Zajmi (ur. 4 marca 1916 we wsi Trebisht k. Peshkopi, zm. 19 maja 1991 w Tiranie) – albański malarz i rzeźbiarz.

## Życiorys
Pochodził z ubogiej rodziny. W dzieciństwie stracił oboje rodziców i siostrę. W 1931 rozpoczął naukę w szkole technicznej Harry'ego Fultza w Tiranie (klasa rolnicza). Podczas nauki w szkole ujawnił się jego talent plastyczny, co spowodowało, że przygotowywał dekoracje szkolne. Kolejny etap jego edukacji stanowiła szkoła plastyczna, w której uczył się pod kierunkiem znanego rzeźbiarza Odhise Paskalego. W 1939 wyjechał na studia do Akademii Sztuk Pięknych w Rzymie. Studia pod kierunkiem Carlo Siviero ukończył dyplomem w 1943. Przez kolejny rok przebywał we Włoszech, skąd wrócił do kraju pod koniec 1944. Początkowo pracował jako nauczyciel w gimnazjum państwowym w Tiranie, a wkrótce potem przeszedł do nowo powstałego liceum artystycznego Jordan Misja. Pracował tam do 1963 z przerwą w latach 1955-1956, kiedy pełnił funkcję dyrektora stołecznej Galerii Sztuki.
W 1963 otrzymał stanowisko profesora w Instytucie Sztuk w Tiranie. Tam też kształcił pierwsze pokolenie albańskich malarzy.
Po raz pierwszy zaprezentował publicznie swoje prace na wystawie w Tiranie w 1950 (Stalini, Komandanti). W latach 60. i 70. XX w. odnosił także największe sukcesy artystyczne. Jego prace należały do nielicznych dzieł artystów albańskich, które mogli oglądać mieszkańcy Wiednia, Zagrzebia i Sofii. Specjalizował się w portretach mieszkańców gór północnej Albanii. Malował także pejzaże i sceny rodzajowe. W latach 80. ze względu na pogarszający się stan zdrowia ograniczył twórczość artystyczną do minimum.

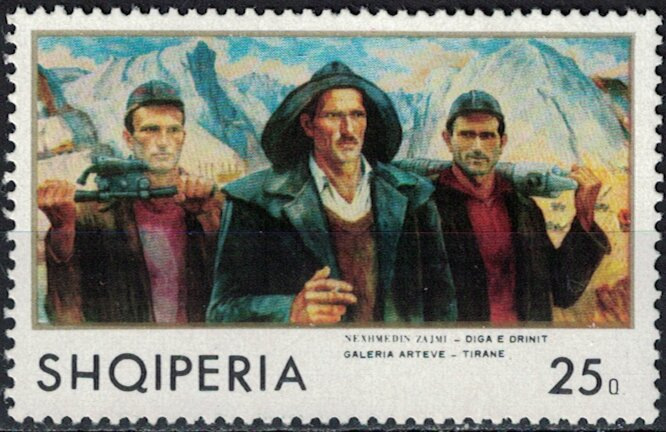
N. Zajmi, Górnicy (1970)

W 1961 otrzymał tytuł Zasłużonego Malarza (alb. Piktor i Merituar), a w 1989 Malarza Ludu (alb. Piktor i Popullit). W Narodowej Galerii Sztuki w Tiranie znajdują się obecnie 72 płótna wykonane przez Zajmiego. Retrospektywą jego twórczości była wystawa, otwarta w piętnastą rocznicę śmierci, w marcu 2006.